# 仙洞 (馬來西亞)
仙洞 （Fairy Cave） 是一座位于馬來西亞砂拉越石隆门县的洞穴，离石隆门镇约8公里，而离古晋市约45公里。洞外四周环绕着热带雨林。
洞里有许多蝙蝠、大金丝燕、洞穴蛙、昆虫类及少许蛇类。

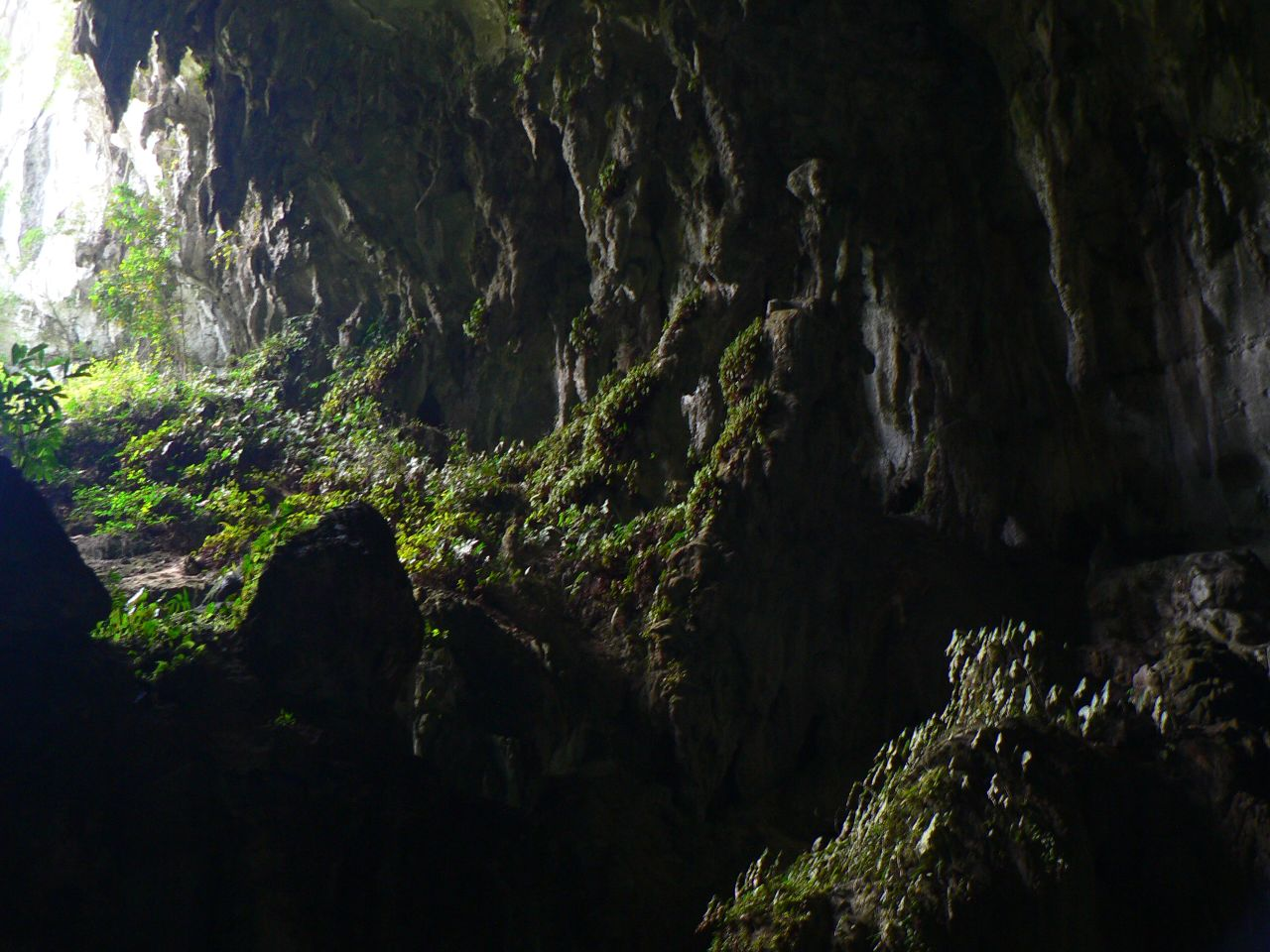
仙洞入口